# Ma Xingrui
Ma Xingrui (chino: 马兴瑞; nacido en octubre de 1959) es un político e ingeniero aeroespacial chino y secretario del Partido Comunista en Sinkiang. Antes de eso, se desempeñó como Viceministro de Industria y Tecnología de la Información, Jefe de la Comisión de Asuntos Políticos y Legales de Cantón, Secretario del Partido Comunista de Shenzhen, Secretario Adjunto del Partido de Cantón y Gobernador de Cantón. Ma es miembro del Politburó del Partido Comunista Chino.
Ma es reconocido como uno de los principales científicos de China. Anteriormente se desempeñó como vicepresidente del Instituto de Tecnología de Harbin, gerente general de la Corporación de Ciencia y Tecnología Aeroespacial de China, director de la Administración Espacial Nacional China y comandante en jefe de la Chang'e 3, la primera misión de exploración lunar de China.

## Educación y carrera académica
Ma Xingrui nació en octubre de 1959 en Shuangyashan, provincia de Heilongjiang, en el seno de una familia de trabajadores mineros en el noreste industrial de China. Su rama de la familia emigró del condado de Yuncheng, Shandong a Shuangyashan en la década de 1930 durante la generación de su abuelo. Hizo una licenciatura el Colegio de Minería Fuxin (ahora Universidad Tecnológica de Liaoning) en 1982 y luego se graduó en la escuela de mecánica general en la Universidad de Tianjin. Obtuvo su doctorado en mecánica en el Instituto de Tecnología de Harbin (ITH). Se unió al Partido Comunista de China (PCCh) en enero de 1988. Se quedó en el ITH para realizar un trabajo de posdoctorado y fue nombrado profesor en 1991. En abril de 1992 se convirtió en decano de la escuela de mecánica del instituto. En abril de 1996 fue nombrado vicepresidente del instituto.

## Industria aeroespacial
En mayo de 1996, Ma fue nombrado vicedecano de la Academia China de Tecnología Espacial (ACTE) y se convirtió en líder e ingeniero jefe del proyecto del satélite Shijian 5. En 1999 fue nombrado director general adjunto de la Corporación de Ciencia y Tecnología Aeroespacial de China (CCTAC). En diciembre de 2003, fue nombrado además presidente de Sino Satellite Communications Company y trabajó en varias misiones lunares. En septiembre de 2007, Ma fue ascendido a Gerente General de la CCTAC.
En 2013, Ma fue nombrado director de la Administración Espacial Nacional China, Director de la Autoridad de Energía Atómica de China, Director de SASTIND y Viceministro de Industria y Tecnología de la Información. Fue el comandante en jefe de la exitosa misión Chang'e 3, la primera exploración de la superficie lunar de China.

## Carrera política

### Cantón
En 2012, Ma fue elegido miembro de pleno derecho del 18º Comité Central del Partido Comunista Chino. En noviembre de 2013, Ma dejó sus puestos en el mundo de la ciencia y fue trasladado a Cantón para desempeñarse como subsecretario del partido de la provincia y, al mismo tiempo, secretario de la Comisión de Asuntos Políticos y Legales de la provincia. En marzo de 2015, fue nombrado Secretario del Partido Comunista de Shenzhen, reemplazando a Wang Rong. El nombramiento de Ma en Shenzhen lo colocó en su primer puesto de liderazgo ejecutivo del partido. Su nombramiento también elevó el estatus de la oficina, dado que su predecesor Wang era solo un miembro suplente del Comité Central, mientras que Ma fue un miembro de pleno derecho.
En diciembre de 2016, Ma fue nombrado gobernador interino de Cantón. Rompiendo con la tradición, Ma se convirtió en el primer gobernador en más de 30 años que no era nativo de la provincia. Ma fue elegido gobernador de Cantón el 23 de enero de 2017. En octubre de 2017, Ma fue elegido miembro de pleno derecho del 19º Comité Central del Partido Comunista Chino.

### Sinkiang
En diciembre de 2021, Ma fue nombrado secretario del Comité Regional Autónomo Uigur de Sinkiang del Partido Comunista Chino. Desde que accedió al cargo, Sinkiang ha experimentado una relativa normalización en algunos aspectos, como la eliminación de los torniquetes entre las áreas residenciales y la restauración de descansos de dos días los fines de semana para los funcionarios públicos. En octubre de 2022, Ma fue elegido miembro del Politburó del PCCh.
En marzo de 2023, Ma visitó Astaná, Kazajistán, y se reunió con el presidente Kasim-Yomart Tokáev y el primer ministro Alihan Smaiylov para hablar sobre impulsar el comercio; su predecesor Chen Quanguo no realizó ningún viaje al extranjero durante su mandato en Sinkiang.